# Costin Kirițescu
Costin Kirițescu (n. 25 mai 1908, București – d. 13 decembrie 2002) a fost un economist român, membru titular (1992) al Academiei Române.
A fost membru corespondent al Academiei de Științe din România începând cu 28 mai 1938.
Părinții săi erau intelectuali, tatăl fiind profesorul Constantin Kirițescu, mâna dreaptă a marelui om de școală Spiru Haret.
După absolvirea claselor secundare la Liceul “Matei Basarab” din Capitală, s-a înscris la Facultatea de Drept a Universității bucureștene, al cărei licențiat a devenit în 1929. Concomitent, a urmat cursurile Academiei de Înalte Studii Industriale și Comerciale, pe care le-a terminat în anul 1930.
Imediat după finalizarea acestor studii, a făcut practică bancară la sediul central al Băncii Românești, precum și la două sucursale ale acesteia.
În același timp, a urmat cursurile Conservatorului de Muzică din București. Însă, se simțea atras de problemele financiare și bancare, orientându-și preocupările și eforturile în mod sistematic în acest sens. În toamna anului 1930 s-a hotărât să plece la Berlin, capitala Germaniei, unul dintre cele mai mari centre financiare ale Europei din acel timp, pentru a obține doctoratul în economie.
Era greu să se descurce la Berlin fără o bursă, numai cu un mic ajutor bănesc din partea tatălui său. S-a înscris la cantina universității, unde masa de prânz costa 60 de pfenigi. Rezultatul a fost o boală de stomac și a trebuit să schimbe cantina studențească cu un restaurant unde masa de prânz costa o marcă și jumătate. Golul în pungă era prea mare pentru veniturile sale, dar n-a avut încotro. Norocul său a fost publicarea unui anunț pentru ocuparea unui post în orchestra societății producătoare de filme UFA. A reușit la concurs și aceasta i-a fost salvarea, care s-a datorat faptului că în bagaje avea și vioara.
Între timp s-a înscris la cursurile de doctorat ale Universității berlineze. Concomitent, a făcut practică la Camera de Comerț Germano-Română din Berlin (1931-1934) și la una dintre cele mai însemnate bănci germane – Dresdner Bank (1932-1934).
După absolvirea cursurilor de 4 ani (1930-1934) la Universitatea “Friedrich Wilhelm” din Berlin, în cadrul unei ședințe solemne i s-a înmânat diploma de doctor – în economie și filozofie - al acestei universități.
După acest succes, s-a întors acasă și la puțină vreme a început războiul. În anul 1934, fiind proaspăt doctor al reputatei universități europene, a bătut cu încredere la porțile Băncii Naționale a României, însă ele au rămas ferecate, și a trebuit să aștepte doi ani ca să se deschidă. Între timp și-a început cariera universitară la Facultatea de Drept, unde a parcurs toate treptele didactice (1934-1952).
În anul 1936 s-a înscris la concursul pentru ocuparea unuia dintre cele opt posturi devenite vacante la Banca Națională a României. În urma acestui examen, din 200 de candidați, a fost admis al doilea, fiind numit impiegat clasa a VIII-a. A fost surprins de aceasta numire, dar ulterior a considerat ca o instituție care are opt posturi de impiegat, trebuie să fie foarte serioasa. A parcurs relativ repede treptele ierarhiei bancare și a devenit referent I la Serviciul de studii al Băncii, unde a lucrat până în anul 1952, când comuniștii au epurat personalul băncii, desfăcând contractele de munca a 200 de salariați. A fost învinuit atunci de deviaționism de dreapta și i-a fost desfăcut contractul de muncă, atât de la Banca Națională, cât și de la catedră.
După câteva luni de șomaj a fost angajat ca pontator, apoi ca șef al Serviciului planificare la un atelier de tâmplărie, mecanică și prefabricate din șoseaua Pantelimon. Aici a lucrat timp de cinci ani (1952-1957). 
În anul 1957 a fost chemat la Institutul de Cercetări Economice al Academiei Române, unde a activat cu jumătate de normă până în anul 1958.
După această perioada, s-a întors la Ministerul Finanțelor și la Banca Națională a României, unde a fost solicitat. A lucrat ca specialist în cadrul acestor instituții din 1958 și până la pensionare (1987).
În anul 1958 a revenit în învățământ, de data aceasta la Catedra de Finanțe a Academiei de Studii Economice.
De-a lungul timpului, în calitate de specialist al Ministerului Finanțelor, a luat parte, de pilda în 1971-1972, la lucrările de aderare a României la Fondul Monetar Internațional și la Banca Mondială, iar apoi, ca membru al delegației române, la o serie de sesiuni anuale ale acestor instituții. A fost, de asemenea, invitat să țină prelegeri la o serie de universități și institute din Mannheim, Heidelberg, Dusseldorf, Viena, Linz, Washington, ca ambasador al școlii românești de economie.
În anul 1981 a obținut o bursă de trei luni la sediul Institutului Fondului Monetar Internațional de la Washington.
A realizat diverse studii într-o serie de state, printre care Kenya (la Nord) și Jamaica (la Sud).
Întors în Europa, a fost invitat de Institutul Dunărean-European de la Viena și de Institutul Federal pentru Colaborare Internațională de la Belgrad la manifestările internaționale organizate între anii 1975-1988.
Pentru meritele științifice și contribuția în cercetarea economică românească, a fost ales, în decembrie 1991, membru corespondent al Academiei Române, iar în noiembrie 1992 membru titular al Academiei.
În perioada 1991-1998 a ocupat funcția de membru al Consiliului de administrație al Băncii Naționale a României.
De-a lungul carierei sale, a îndeplinit și alte funcții, precum: consilier la Institutul Național de Cercetări Economice, membru al Societății Ateneului Român, președinte de onoare al Societății Române a Economiștilor (SOREC), membru al Asociației Române pentru Clubul de la Roma.
În anul 2001, la decernarea premiilor Băncii Naționale a României, i s-a acordat “Premiul special pentru întreaga activitate”.
În data de 1 decembrie 2000, de ziua națională a României, i-a fost oferit, de către președintele statului roman, Ordinul Național "Serviciul Credincios" în grad de Mare Cruce, pentru merite deosebite în cercetarea proceselor economice și în elaborarea strategiei de dezvoltare economică.
De-a lungul timpului, a scris peste 400 de studii și articole apărute atât în publicații românești, cât și străine: Geneza monedei, Inflația, Politica de credit, Aspecte ale problemei monetare contemporane, Relațiile valutar-financiare contemporane, Moneda - mica enciclopedie, Un secol de frământări monetare, Idei contemporane în acțiune, Călător prin secolul XX (Memoriile unui bancher fără bani), Lumea în care și-a croit drumul Banca Națională a României etc.
Lucrarea sa capitală este “Sistemul bănesc al leului și precursorii lui”, în trei volume, apărute între anii 1964-1971. Aceasta reprezintă o istorie a antecedentelor, a genezei și a funcționării sistemului monetar național al României până în zilele noastre.

## Opere
- Inflația și combaterea ei, 1943
- Geneza monedei, 1945
- Aspecte ale problemelor monetare contemporane, 1946
- Sistemul bănesc al leului și precursorii lui, 3 volume 1964-1971
- Relațiile valutar-financiare internaționale, 1978
- Moneda - mică enciclopedie, 1980
- Un secol de frământări monetare, 1996
- Idei contemporane în acțiune, 1996